# Massimo Pedrazzini
Massimo Pedrazzini (Milano, 3 febbraio 1958) è un allenatore di calcio ed ex calciatore italiano.

## Carriera

### Giocatore

#### Club
Cresce calcisticamente nelle giovanili del Milan, senza riuscire ad esordire in prima squadra. Dopo una stagione al Cantù, in Serie D, nel 1976 approda in Serie B con la maglia del Varese, dove rimane per tre stagioni guadagnandosi il posto da titolare. Nel 1979 si trasferisce alla Ternana, sempre nella serie cadetta: nonostante il raggiungimento di una storica semifinale di Coppa Italia, a fine stagione gli umbri retrocedono in Serie C1, categoria in cui Pedrazzini viene riconfermato. Con gli umbri totalizza 67 presenze in campionato e 20 apparizioni tra Coppa Italia e Semiprofessionisti, perdendo la finale contro l'Arezzo nell'edizione 1980-1981.

Pedrazzini (a sinistra) alla nella stagione 1979-1980, in contrasto sul romanista Scarnecchia nel corso della semifinale di Coppa Italia.

In seguito torna a giocare nella serie cadetta, con la Sambenedettese, prima di passare alla Triestina, con cui vince il campionato di Serie C1 1982-1983. Nella stagione successiva inizia il campionato con gli alabardati, e in ottobre ridiscende il terza serie, al Messina.
Nella stagione 1984-1985 coglie la sua seconda promozione in Serie B, con la maglia del Catanzaro di Giovan Battista Fabbri. Nell'autunno 1985 viene acquistato dalla Salernitana, di nuovo in Serie C1, su esplicita richiesta dell'allenatore Gian Piero Ghio, che lo aveva già allenato a Terni; vi rimane per due stagioni, nelle quali indossa anche la fascia di capitano. Conclude la carriera con due annate nel Mantova (con una promozione dalla Serie C2 alla Serie C1, nel 1988, ancora da capitano) e due nel Fiorenzuola, dove ottiene la promozione in Serie C2 (la prima del club emiliano).
Ha totalizzato complessivamente 140 presenze e 3 reti fra i cadetti.

#### Nazionale
Ha partecipato al Campionato mondiale di calcio Under-20 1977.

### Allenatore
Inizia l'attività di allenatore nel settore giovanile di Milan, Pro Sesto, Inter e Hellas Verona, dove allena la squadra Primavera. Dopo una stagione alla Nocerina, come allenatore in seconda, nella stagione 2003-2004 da allenatore della Berretti subentra ad Oscar Piantoni alla guida del Monza in Serie C2.
Negli anni successivi si lega a Walter Zenga, entrando a far parte del suo staff per alcuni club stranieri: Steaua Bucarest, Stella Rossa, Gaziantepspor e Al-Ain. Nel settembre 2007 è stato nominato allenatore ad interim della Steaua Bucarest dopo le dimissioni di Gheorghe Hagi, ma dopo alcune partite è tornato a ricoprire il ruolo di vice, questa volta di Marius Lăcătuș.
Nell'estate 2009 ha seguito Zenga al Palermo, ancora una volta nel ruolo di vice allenatore, e nella stagione 2010-2011 è il vice di Cosmin Olăroiu sulla panchina dell'Al Sadd, nel campionato qatariota. Segue poi Olaroiu di nuovo all'Al Ain, e quindi passa all'Al Nassr come allenatore in seconda. Dal 2013 al 2015 è responsabile delle giovanili della Steaua Bucarest , nel 2015 è vice allenatore della Steaua Bucarest , dal 2017 al 2018 è D.T. della Steaua Bucarest II , dal 2020 collabora con l'Accademia Gheorghe Hagi, dal 2021 collabora con la federazione rumena,della quale nel 2024 diventa commissario tecnico della nazionale femminile.

## Palmarès

### Giocatore
- Campionato italiano Serie C1: 2

Triestina: 1982-1983
Catanzaro: 1984-1985
- Campionato italiano Serie C2: 1

Mantova: 1987-1988
- Campionato Interregionale: 1

Fiorenzuola: 1989-1990